# Sinagoga di Ostiano
La sinagoga di Ostiano, oggi dismessa e diroccata, è situata in piazza Castello, nel cortile interno del palazzo dei Gonzaga.

## La storia
L'edificio cinquecentesco della sinagoga nacque come Casa del governatore nel cortile del castello Gonzaga. Nel 1619 Francesco Gonzaga, marchese di Ostiano e vescovo di Mantova, ne cedette la proprietà in parti uguali alla parrocchia di Ostiano e al convento francescano dei Santi Gaudenzio e Alessandro. La comunità ebraica di Ostiano ne ebbe possesso dal 1713, avviando opere di abbellimento e sopraelevando l'edificio di un piano per accomodare la sinagoga e il matroneo. Per due secoli la sinagoga fu il centro della vita della fiorente comunità locale.
La sala di preghiera si presenta come un ampio ambiente rettangolare a volte, illuminato da tre grandi finestroni volti a mezzogiorno. L'aron era collocato in una nicchia. Ai piani inferiori, nei locali cinquecenteschi, erano locati gli ambienti di servizio della comunità.
Con il declino demografico della comunità per l'emigrazione verso i centri maggiori della regione, la sinagoga venne chiusa già agli inizi del Novecento. I preziosi arredi andarono dispersi. Dopo la seconda guerra mondiale l'edificio, di proprietà privata, cadde in totale abbandono.
Il 3 febbraio 2006, in seguito a una forte nevicata, è crollato il tetto dell'edificio, compromettendo ulteriormente lo stato di preservazione della struttura, delle decorazioni murarie e degli stucchi cinquecenteschi. Nel 2008 il Comune di Ostiano è intervenuto all'acquisto dell'immobile ed ha avviate le procedure per il recupero e restauro della sinagoga, secondo un programma di lavori che dovrebbe completarsi nei prossimi anni.